# فایننشال تایمز
فاینَنشال تایمز (به انگلیسی: Financial Times یا FT) یکی از قدیمی‌ترین، مهم‌ترین و پرنفوذترین روزنامه‌های اقتصادی و سیاسی جهان به‌شمار می‌رود که ستاد آن در شهر لندن قرار دارد. روزنامهٔ فایننشال تایمز یکی از روزنامه‌های بسیار مطرح و مهم در سیاست و اقتصاد بریتانیا به حساب می‌آید. این روزنامه به‌طور همزمان در ۲۳ شهر بزرگ دنیا از جمله شهرهای لندن، لیدز، دوبلین، پاریس، فرانکفورت، استکهلم، میلان، مادرید، نیویورک، شیکاگو، لس آنجلس، سان فرانسیسکو، دالاس، آتلانتا، میامی، واشینگتن، دی.سی.، توکیو، هنگ کنگ، سنگاپور، سئول، دبی، ژوهانسبورگ و استانبول منتشر می‌شود.
روزنامهٔ فایننشال تایمز تنها روزنامه در جهان است که وضعیت روزانهٔ بورس لندن و دیگر بورس‌های مطرح جهانی را با تحلیل‌های کامل به صورت روزانه بررسی می‌کند.

## پیشینه
روزنامهٔ فایننشال تایمز در سال ۱۸۸۸ میلادی با همت جیمز شریدان و برادرش آغاز به کار کرد. فایننشال تایمز تا سال‌ ها با چهار روزنامه اقتصادی چاپ بریتانیا به رقابت می‌پرداخت تا اینکه در سال ۱۹۴۵ میلادی به عنوان تنها روزنامه اقتصادی بزرگ بریتانیا درآمد.

## متن [ تیراژ ] قیدشده،ودربرگردان زبانی تیراژ بمعنای تعدادنُسخ چاپ شده ازیک کتاب،روزنامه ویامجله ویاهرنوع نوشته چاپی است،حال باجستجووکنکاش موضوع روزنامه فاینان شال تایمز، تنها به این دانستنی میرسیم که این روزنامه پس از وال استریت ژورنال پرتیراژترین روزنامه اقتصادی جهان است،یعنی ژورنال با۳میلیون دررده اول وف.تایمز بدون ذکرتعدادنسخه های چاپِ روزانه در مقامِ دوم قراردارد.وهمچنان خواننده به آگاهی لازم درخصوص چاپ تعداد روزانه روزنامه فایننشال تایمز نمیرسد وموضوع ازمسکوت آغاز وبه فرا مسکوت می انجامد/ شاپوربراتی نیمه خرداد ۱۴۰۴ ه.خ ایران=خوزستان# اهواز
روزنامه فایننشال تایمز، یکی از پرتیراژترین روزنامه‌های اقتصادی جهان است. گفتنی است که تیراژ فایننشال تایمز پس از روزنامه وال‌استریت ژورنال که دارای تیراژی برابر با سه میلیون نسخه در روز است، در رتبهٔ دوم در میان تمامی روزنامه‌های اقتصادی جهان قرار دارد.
هم‌اکنون رقیب اصلی روزنامه فایننشال تایمز، روزنامه وال‌استریت ژورنال است که ستاد آن در شهر نیویورک در ایالات متحدهٔ آمریکا قرار دارد.

## مالک
مالک کنونی روزنامه فایننشال تایمز، شرکت ژاپنی نیکی است که ۲۳ ژوئیهٔ ۲۰۱۵، فایننشال تایمز را به قیمت ۱٫۳۲ میلیارد دلار آمریکا از شرکت بریتانیایی پیرسون پی‌ال‌سی خرید.